# EssilorLuxottica
EssilorLuxottica — французская компания, один из крупнейших в мире производителей корректирующих и солнцезащитных очков, в частности, под брендами Ray-Ban и Oakley. Образовалась в 2018 году слиянием французской Essilor и итальянской Luxottica. Штаб-квартира компании расположена в Шарантон-ле-Поне, Франция.

## История
О слиянии Luxottica Group и Essilor International было объявлено в марте 2017 года. На тот момент две компании занимали соответственно 14 % и 13 % мирового рынка очков. Стоимость сделки, завершённой в октябре 2018 года, составила 48 млрд евро.
В 2019 году за 7,2 млрд евро была куплена сеть магазинов оптики GrandVision; сеть базировалась в Нидерландах и насчитывала 7 тысяч торговых точек в 40 странах мира, включая сети Vision Express в Великобритании и For Eyes в США.

## Собственники и руководство
Акции компании котируются на бирже Euronext Paris. Контролирующим акционером является зарегистрированная в Люксембурге частная компания Delfin S.à r.l. (ей принадлежит 32,5 % акций), она, в свою очередь, контролируется семьёй Дель Веккио; Леонардо Дель Веккио основал в 1961 году Luxottica, на момент смерти в 2022 году его капитал оценивался в 25 млрд долларов, он входил в сотню самых богатых людей мира. Действующим и бывшим сотрудникам принадлежит 4,3 % акций.
- Франческо Миллери (Francesco Milleri, род. в 1959 году) — председатель совета директоров с июня 2022 года и генеральный директор (CEO) с декабря 2020 года[8].

## Деятельность
EssilorLuxottica является вертикально интегрированной компанией по производству очков, она контролирует все этапы от дизайна и производства до сбыта конечным потребителям. Помимо линз и оправ производит оборудование для обработки линз и сборки очков, а также оптометрические инструменты.
Производственные мощности насчитывают 48 заводов, из них 35 производят линзы, а 13 — оправы. Заводы по производству линз расположены во Франции (4), Италии (2), Германии (1), Ирландии (2), Израиле (2), США (4), Мексике (1), Бразилии (1), КНР (8, из них 5 в Даньяне), Индии (2), Таиланде (2), Филиппинах (2), Малайзии (1), Вьетнаме (1), Лаосе (1) и Южной Корее (1). Оправы изготавливаются в Италии (6), КНР (2), Таиланде, Бразилии, США, Японии и Индии. В год компания выпускает 550 млн корректирующих линз и 160 млн солнцезащитных, а также 112 млн оправ. Также компании принадлежит более 500 лабораторий по индивидуальной подгонке линз и сборке готовых очков.
Компании принадлежит 150 брендов, включая глобальные бренды Ray-Ban (12 % продаж компании), Oakley (5 % продаж), Essilor, Persol, Varilux, Crizal, Eyezen, Stellest, Xperio, Optifog, Transitions Optical, Sunglass Hut, Barberini, Shamir, а также региональные: LensCrafters и Pearle Vision в Северной Америке; Apollo, Vision Express, Pearle, Générale d’Optique, Atasun Optik, Salmoiraghi & Viganò, David Clulow и Synoptik в Европе; OPSM и Mujosh в Азии; MasVisión, GMO и Óticas Carol в Латинской Америке. Кроме собственных брендов компания использует различные дизайнерские бренды по лицензии. Розничная сеть насчитывает 17,6 тыс. магазинов, также есть несколько платформ электронной коммерции.
Подразделения по состоянию на 2023 год:
- Professional Solutions — оптовая продажа линз и очков дистрибьюторам, офтальмологическим центрам, независимым розничным торговцам, продажа оборудования и инструментов, 48 % выручки;
- Direct to Consumer — продажа очков через собственную розничную сеть, 52 % выручки.

Выручка за 2023 год составила 25,4 млрд евро, её распределение по регионам: Северная Америка — 46 %, Европа, Ближний Восток и Африка — 36 %, Азиатско-Тихоокеанский регион — 12 %, Латинская Америка — 6 %.
В списке крупнейших публичных компаний мира Forbes Global 2000 за 2023 год EssilorLuxottica заняла 262-е место.